# Tulburări în „dis-”
Prefixul dis-, împrumutat din grecescul δυσ-, înseamnă negare, malformație, rău, greșit, dificil.
El are o conotație peiorativă, și formează încă din greacă compuși, printre altele, în vocabular medical.
Atunci când este utilizat singur (fără sufix), se referă la acele dizabilități de învățare care au dis ca prefix. Se vorbește de tulburări dis-.

## Exemple de cuvinte cu„dis-”
| - disbazie - disbetalipoproteine, o lipoproteină - disbioză, antonim al eubioză - disbulie - discalculie - discataporie - discefalie - dischezie - discondroplazie, - discondroză, - discondrosteoză, - discromatie sau orbire la culoare - discorie - discranie - discrinie, discrinisme - dizenterie - disestezie - disferlinopatie: miopatie cauzată de o mutație în gena DISF, - disfibrinogenemie, prezența congenitală de forme anormale de fibrinogen în sânge - disfuncție, - disgeneză, - disgenitalisme, | - disgerminome, - disgeuzie, - disglobulinemie, - disglossie, - disgnatie, - disgonie, - disgrafie, - disgranulopoieză, - disgripnie, - dischematopoieză, - dishemoglobină, - dishidroză, - disimunoglobilinemie, - diskeratoză, - dischinezie - dislalie, - dislexie, - dislipidemie sau dislipemie - dislipoproteinemie - dislogie, - dismas, dificultate la mestecat - dismaturitate, - dismegacariopoieză, - dismelie, - dismenoree, - dismetrie, - dismimie, - dismnezie, - dismorfie sau dismorfoză | - dismorphic disorder - body dismorphic disorder sau dismorfobie (prin haplologie : secvență fofo redus la fo) - dismorfogeneză, - dismorfopsie - dismorfoză sau trăsături dismorfice - dismorfosteopalinclazie - dismielinizare, tulburări de mielinizare. - disnoezie, tulburări de gândire - disodie: modificări de voce, - disodonte, - disontogenie, - disontologie, - disopsia algera sau disopia algera - disortografie, - disosmie, - disosteoscleroză, - disostoză, - dispareunie, - dispepsie, - dispercepție, - disfagie, - disfazie (un alt termen -fazie : afazie), | - disfonemie, - disfonie, - disforie, - disfrazie, - dispinaleisme, - displazie - displasminogenemie - dispnee (un alt termen -pnee : apnee) - dispnee la inimă - dispnee la efort - dispnee expiratorie - dispnee inspiratorie - disponderomorfofobie - dispraxie (tulburare de coordonare a mișcării) - disproteinemie - disrafie (Anomalie în sutura a două părți anatomice care în mod normal trebuiau să fuzioneze) - dereglare - aritmie - dissebacie - dissomnie - disstazie - dissincronie : experiență psiho-socială individuală și normală la copiii intelectual precoci sau talentați, - dissinergie - distanazie | - distimie - distiroidie, disthyrose - distocie de umăr - distonie - distopie - distrofie - distrofizație - distropie (psihologie), tulburări de comportament - disurie, - disvitaminoză, anomalie a metabolismului vitaminelor sau consecințele sale - diszoocorie, răspândirea de fructe sau de semințe de către animale care ascund mâncarea, dar uită și mor înainte de a regăsi ascunzătoarea. |